# Перетц, Григорий Абрамович
Григорий (Гирш) Абрамович Перетц (1789 или 1790 — 1855) — участник декабристского движения.

## Биография
Отец, Абрам Израилевич Перетц (1771—1833), был в своё время богатейшим откупщиком и подрядчиком по кораблестроению. А. И. Перетц был дружен с М. М. Сперанским, а Е. Ф. Канкрин начинал свою финансовую карьеру, работая у Перетца бухгалтером, а затем секретарём.
Воспитывался вначале в Могилёвской губернии в деревне у деда, а с 1803 года в Петербурге в доме отца, в 1810—1811 годах слушал курс политической экономии М. А. Балугьянского в Главном педагогическом институте. В службу записан в канцелярию государственного казначея канцеляристом — 20.8.1801; спустя семь лет, с 27 декабря 1808 года — титулярный советник. Однако действительно в службу вступил, видимо, спустя, когда был переведён в Экспедицию о государственных доходах — служил в Новороссийском крае и в Петербург вернулся в июле 1817 года, «после 5 лет отлучки». Через некоторое время поступил на службу в канцелярию петербургского генерал-губернатора графа М. А. Милорадовича, где познакомился с Ф. Н. Глинкой, вместе с которым якобы основал общество «Хейрут».
В январе 1822 года женился на баронессе Марии Гревениц (ум. 1830). Их дети: Григорий (1823—1883), Алексей (1824—?), Пётр (1826—1859).
Был членом «Союза благоденствия». Членом «Северного общества», возможно, не был, но знал о его существовании и планах. Накануне восстания он просил действительного тайного советника Гурьева предупредить графа Милорадовича о возможности возмущения в день присяги Николаю I.
После неудавшегося восстания, он говорил, «что бунтовщики весьма глупо сделали, начав дело, не быв уверены в войске и без артиллерии, оружия самого решительного; что вместо дворца пошли на площадь; что, не видев со стороны начальства артиллерии, простояли неподвижно, как бы дожидавшись, чтобы её привези на их погибель».
Был арестован и содержался в Петропавловской крепости с 21 февраля 1826 года: «присылаемого Перетца посадить по усмотрению и содержать строго» в № 4 Никольской куртины.
Высочайше повелено (15.6.1826), продержав ещё два месяца в крепости, отослать его на жительство в Пермь, где иметь за ним бдительный надзор и ежемесячно доносить о поведении.
Прибыл в Пермь 25 августа 1826 года. Переведён в Усть-Сысольск — 13.8.1827 и в Вологду — 3.7.1839, где через полгода ему было разрешено поступить на службу, и он был определён в число канцелярских чиновников вологодского приказа общественного призрения. Ему было разрешено с 11 апреля 1841 года жить везде, за исключением столичных губерний, под поручительством мужа сестры помощника статс-секретаря Государственного совета барона А. Ф. Гревеница. В 1843 году он состоял чиновником особых поручений при вологодском губернаторе, в 1844 году — советник вологодского губернского правления. Уволен от службы 25 июня 1845 года.
Через некоторое время уехал в Одессу, где 6 июля 1846 года вторично женился; занимался торговлей солью. Скончался там же в 1855 году. В Одессе у него родился сын Николай (1846—1875). Внук Григория Абрамовича — Владимир Николаевич Перетц (1870—1935) — русский и советский филолог.